# Szegi
Szegi ist eine ungarische Gemeinde im Kreis Tokaj im Komitat Borsod-Abaúj-Zemplén.

## Geografische Lage
Szegi liegt in Nordungarn, 45 Kilometer nordöstlich des Komitatssitzes Miskolc und 9 Kilometer nordwestlich der Kreisstadt Tokaj am rechten Ufer des Flusses Bodrog.  Nachbargemeinden sind Bodrogkisfalud und Szegilong.

## Geschichte
Bis 1913 gehörte der Ort unter dem Namen Szegi Puszta zur Gemeinde Bodrogkisfalud. In jenem Jahr wurde er eine selbständige Gemeinde mit dem vorläufigen Namen Pusztaszeg und wurde ein Jahr später in Szegi genannt. Im Jahr 1926 gab es in der damaligen Kleingemeinde 91 Häuser und 479 Einwohner auf einer Fläche von 1591 Katastraljochen. Sie gehörte zu dieser Zeit zum Bezirk Tokaj im Komitat Zemplén. 1950 wurde Szegi erneut mit Bodrogkisfalud zusammengelegt unter dem gemeinsamen Namen Bodrogszegi. Im Jahr 1991 wurden die beiden Orte wieder getrennt und sind seitdem selbständige Gemeinden unter den Namen Bodrogkisfalud und Szegi.

## Sehenswürdigkeiten
- Holzstatue Puttonyos, erschaffen von István Petrovits
- Relieftafel Szüret, erschaffen von Géza Lavotha
- Römisch-katholische Kirche Krisztus Király
- Triptychon Hegyaljai életképek aus Holz mit Szenen der Tradition des Weinbaus in der Region, erschaffen von Tibor Sárossy

## Verkehr
Durch Szegi verläuft die Landstraße Nr. 3801 und westlich des Ortes die Hauptstraße Nr. 37. Die Gemeinde ist angebunden an die Bahnstrecke von Szerencs nach Sátoraljaújhely.